# Волохатик карпатський
Волохатик карпатський (Trochulus bielzi), або Трохулюс Більца — вид черевоногих молюсків.
Занесено до Червоної книги України.

## Морфологічні ознаки
Черепашка брудно-рогова, кубареподібна, з 5,5-6 обертами, відрізняється менш високим завитком та густіше розташованими периостракальними волосками від зовнішньо схожого виду Edentiella bakowskii (Polinski, 1924), звичайного у більшості районів Українських Карпат. Висота черепашки — 5,5-6,5 мм, ширина — 8-9,5 мм.

## Поширення
Східні Карпати. Частина Українських Карпат.

## Особливості біології
Вид мешкає у букових, подекуди буково-смерекових лісах з домішкою явора, ясена.

## Загрози та охорона
Загрози: руйнування місць мешкання виду унаслідок господарської діяльності.